# Осемдесет и трети пехотен полк
Осемдесет и трети пехотен полк е български пехотен полк, формиран през 1917 година и взел участие в Първата световна война (1915 – 1918).

## История
Осемдесет и трети пехотен полк е формиран на 2 април 1917 в село Мързенци, Македония от кадри на 18-и пехотен етърски и 20-и пехотен добруджански полкове, като от 17-а гранична дружина. Влиза в състава на 5-а пехотна дунавска дивизия и остава в резерв на групата армии. Участва в Първата световна война (1915 – 1918). На 22 октомври 1918 е разформирован.

## Командири
Званията са към датата на заемане на длъжността.
| №  | звание       | име               | дати                 |
| -- | ------------ | ----------------- | -------------------- |
| 1. | Полковник    | Атанас Хумбаджиев | Първа световна война |
| 2. | Подполковник | Велико Маринов    | Първа световна война |